# Francisco Manuel das Chagas

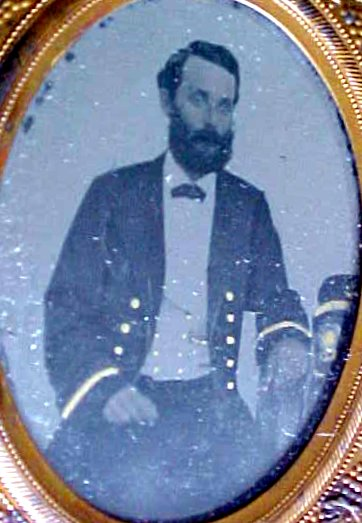
Barão de Itaipu

Francisco Manuel das Chagas Doria, primeiro e único barão de Itaipu, (São Paulo, 28 de outubro de 1829 — Rio de Janeiro, 5 de outubro de 1909) foi um advogado, militar honorário e nobre brasileiro.
Filho do major Francisco Manuel das Chagas e de Guilhermina Müller de Campos. Sua mãe, quando viúva, casou com o visconde Beaurepaire-Rohan. Era neto materno do marechal-de-campo luso-brasileiro oriundo de família alemã Daniel Pedro Müller.
Casou com Maria Amélia Seabra, nascida no Pará e tiveram dois filhos.
Foi promotor público em Curitiba e Cabo Frio. Procurador fiscal da Secretária da Fazenda do Pará. Oficial de gabinete do Ministro da Guerra em 1865, período de grandes trabalhos, quando foram dadas as primeiras providências reclamadas pelas guerras do  Guerra do Uruguai e Guerra do Paraguai. Serviu no Ministério da Guerra durante 49 anos recebendo sempre prova de apreço dos cinquenta e seis ministros com os quais conviveu. 
Recebeu o título de barão por decreto imperial de 6 de maio de 1889. Em sua homenagem existe a Rua Barão de Itaipu no bairro do Andaraí, Rio de Janeiro.